# Trypeticus trigonifrons
Trypeticus trigonifrons är en skalbaggsart som beskrevs av Kanaar 2003. Trypeticus trigonifrons ingår i släktet Trypeticus och familjen stumpbaggar. Inga underarter finns listade i Catalogue of Life.